# Eustrophopsis bombinus
Eustrophopsis bombinus is een keversoort uit de familie winterkevers (Tetratomidae). De wetenschappelijke naam van de soort werd in 1898 gepubliceerd door Georg Karl Maria Seidlitz.